# Erbari dell'Università di Harvard

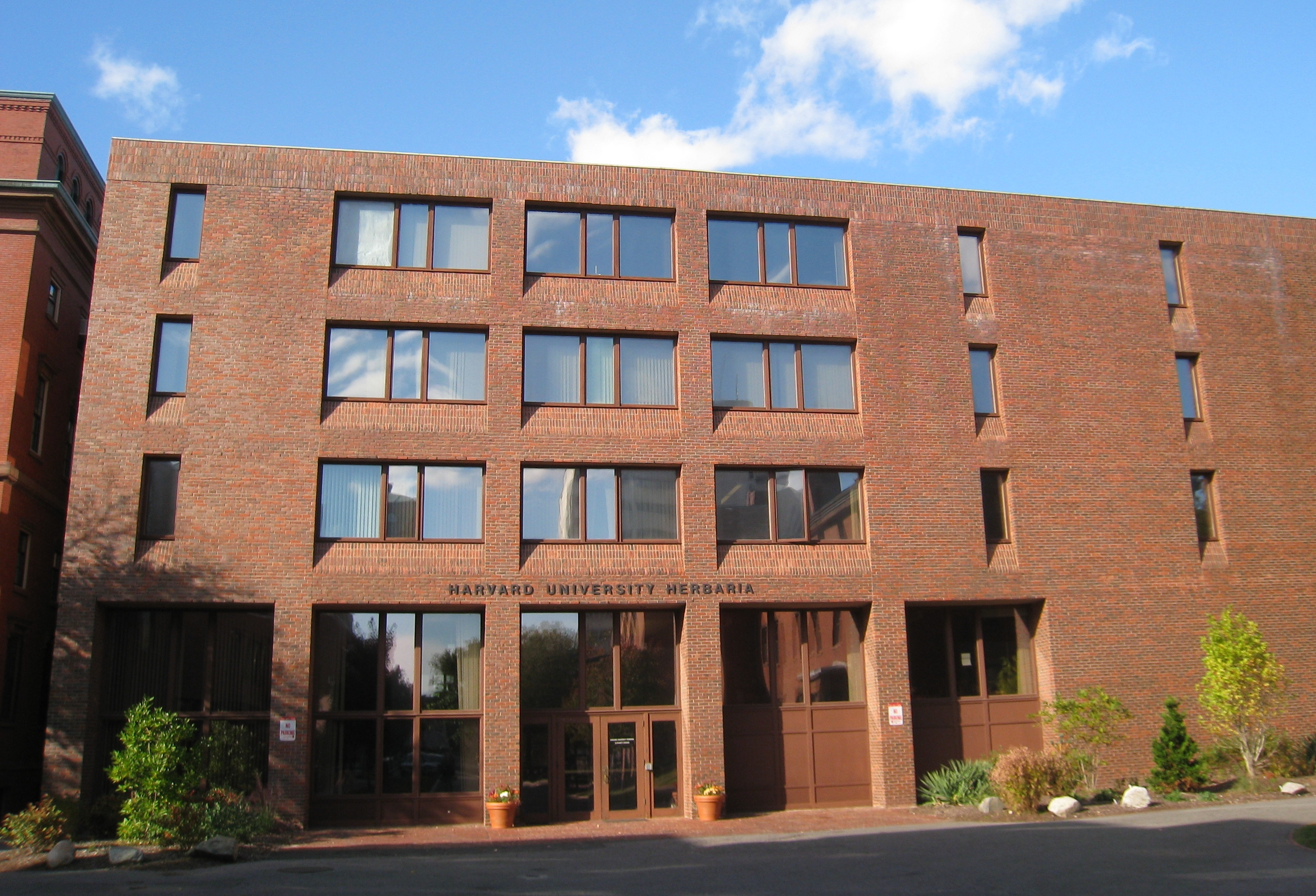
Erbari della Harvard University

Gli Erbari dell'Università di Harvard (Harvard University Herbaria, abbreviato in HUH) e il Museo Botanico sono istituzioni che fanno parte della Università di Harvard; essi si trovano al 22 Divinity Avenue, Cambridge, Massachusetts. 
Il Museo Botanico è una delle tre sezioni che costituiscono il Museo di Storia Naturale di Harvard (Harvard Museum of Natural History).

## Erbari
Gli Erbari, fondati nel 1842 da Asa Gray, sono uno dei 10 più grandi del mondo con oltre 5 milioni di campioni. Inoltre, comprendono le Biblioteche di Botanica (Botany Libraries) e costituiscono il più grande erbario universitario del mondo.
Gli HUH ospitano il Gray Herbarium Index (anche Gray Card Index, GCI), come anche un ricchissimo database di campioni, botanici e pubblicazioni. 
Gli HUH furono il centro della ricerca botanica negli Stati Uniti d'America sin dall'epoca del pensionamento del loro fondatore negli anni '70 del XIX secolo.
I materiali ivi depositati sono una delle tre maggiori fonti per l'International Plant Names Index.

## Museo Botanico
Il Museo Botanico fu fondato nel 1858. In origine si chiamava Museo dei Prodotti Vegetali (Museum of Vegetable Products) ed era principalmente indirizzato a uno studio interdisciplinare delle piante utili (cioè botanica economica e orticoltura).
Il nucleo dei materiali destinati a questo museo fu donato da Sir William Hooker, il Direttore dei Royal Botanic Gardens di Kew. 
George Lincoln Goodalle divenne il primo Direttore del Museo nel 1888; nel 1890, sotto la sua direzione, fu completato l'edificio, garantendo sia spazi per la ricerca sia per le esposizioni pubbliche.
Questo museo era il complemento botanico al Museo di Zoologia Comparata "Agassiz".
I tre Direttori seguenti ingrandirono in maniera sostanziosa le collezioni di prodotti economici, piante medicinali, manufatti, materiali archeologici, pollini e fotografie.
Sia la Facoltà sia gli studenti continuano ad incrementare le ampie collezioni paleobotaniche, in modo particolare materiali del Precambriano contenenti forme di vita primordiali.
La Collezione di Botanica Economica di Oakes Ames, la Collezione Paleobotanica, che include la Collezione di Pollini, e la Collezione di Resti di Piante Archeologiche di Margaret Towle sono alloggiati nell'edificio del Museo Botanico.
La Ware Collection of Glass Models of Plants, popolarmente nota come collezione "Fiori di vetro", è considerata uno dei tesori più grandi dell'Università.
Commissionata da Goodale e creata da Leopold e Rudolf Blaschka tra il 1887 e il 1936, la collezione comprende oltre 3.000 modelli, incluse riproduzioni in scala reale e parti ingrandite di oltre 840 specie. 
Questa è l'unica collezione di tale genere nel mondo.
Il Museo Botanico dell'Università di Harvard e gli altri musei costituenti il Museo di Storia Naturale di Harvard sono fisicamente collegati al Museo Peabody di archeologia ed etnologia (Peabody Museum of Archaeology and Ethnology) e un solo biglietto di ingresso permette l'accesso a tutti i musei.